# 德拉沃陶马希
德拉沃陶马希，是匈牙利绍莫吉州所辖的一个村。总面积8.45平方公里，总人口376，人口密度44.5人/平方公里（2011年1月1日）。